# Вугільна (бухта)
Вугільна (рос. Угольная) — бухта Анадирської затоки, Берингове море. Адміністративно належить до Анадирського району, Чукотський автономний округ.
Знаходиться на південному узбережжі Чукотки. Північним вхідним мисом є високий, скелястий і обривистий мис Барикова. У бухту Вугільна впадають річки Вугільна і Лахтіна. У північно-західній частині бухти Вугільна знаходиться морський порт Беринговський і селище Беринговське. На узбережжі знаходиться родовище кам'яного вугілля, а також копалини крейдяні і третинні флори.

## Історичні відомості
У 1826 році бухту Вугільну відвідав російський шлюп «Сенявін» під командуванням  Ф. П. Літке з метою опису і вивчення берегів Берингового моря. 1886 року тут висадилася експедиція під керівництвом капітана А. А. Остолопова на кліпері «Крейсер». У бухті були виявлені потужні пласти вугілля, це знайшло своє відображення в щоденнику капітана корабля:

О дванадцятій з половиною години пополудні <26 серпня> відкрилася в березі значна бухта; підійшовши до вхідного в неї з півночі мису, дуже обривистого, я через цей мис побачив на висотах осипи, схожі на вугільні пласти.

Виявлені запаси палива згодом використовували судна, що заходять в бухту, яку тому й назвали Вугільною.
Назва бухти на географічних картах було закріплено в 1901 році.